# Perrierbambus madagascariensis
Perrierbambus madagascariensis är en gräsart som beskrevs av Aimée Antoinette Camus. Perrierbambus madagascariensis ingår i släktet Perrierbambus och familjen gräs. Inga underarter finns listade i Catalogue of Life.